# Застава Суринама
Застава Суринама је усвојена 25. новембра 1975. када је ова земља стекла независност. Застава се састоји од пет хоризонталних пруга зелене, беле и црвене боје. Зелене пруге се налазе на врху и дну заставе и дупле су ширине. На средини црвене пруге се налази жута звезда петокрака.
Звезда представља јединство свих етничких група ове земље. Боје такође носе симболичко значење. Црвена означава љубав и прогрес, зелена наду и плодност, а бела мир и правду.
Пре независности застава се састојала од пет обојених звезда повезаних елипсом. Свака од зезда је означавала одређену етничку групу, а елипса везу између њих. 